# Elizabeth Hamilton

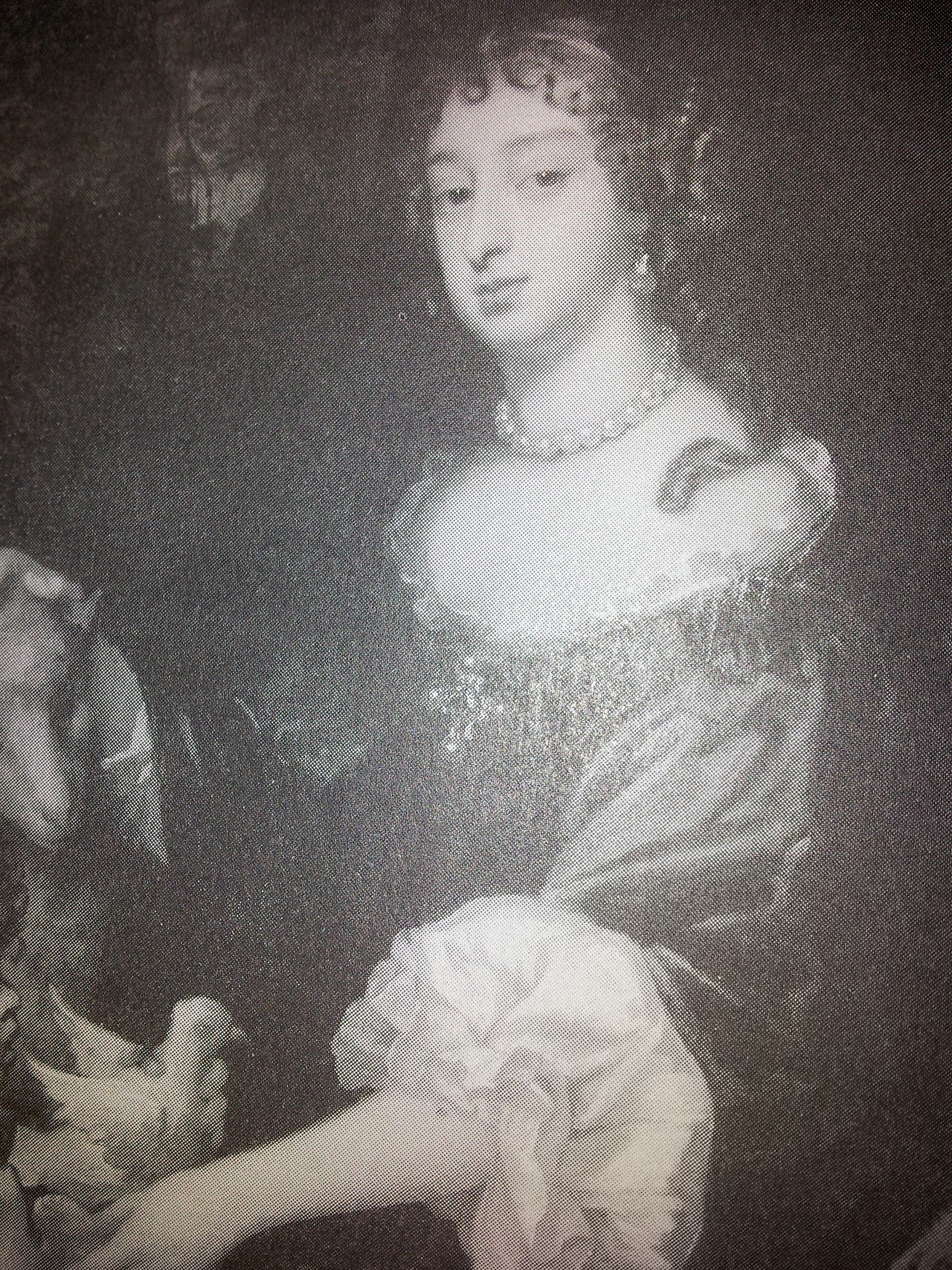
Elizabeth Villiers

Elizabeth Hamilton, gravin van Orkney (1657 - Londen, 19 april 1733), was van 1680 tot 1695 de erkende maîtresse van Willem III van Oranje-Nassau. Zij was een hofdame van zijn vrouw, Maria II van Engeland.
Ze werd geboren als de dochter van kolonel Sir Edward Villiers uit Richmond en Frances Howard, de jongste dochter van de tweede Graaf van Suffolk.
Nadat prinses Maria in 1677 op 15-jarige leeftijd met prins Willem van Oranje was getrouwd, vergezelde Elizabeth Villiers haar naar Den Haag; haar jongere zusters Anne en Katherine gingen als 'Maids of Honour' (Erejoffers) ook mee. Intussen was haar broer Edward, de latere eerste Graaf van Jersey, in London tot 'Master of the Horse' benoemd.
Drie jaar na het huwelijk van Willem en Maria werd Elizabeth zijn erkende maîtresse. In 1685 probeerde koning Jacobus II, Maria's vader, geruchten over Willems ontrouw te gebruiken om een wig te drijven in het huwelijk van Willem en Maria. In 1688 verdreef Willem mede zijn schoonvader van de Engelse troon en zette een groot deel van de in beslag genomen Ierse bezittingen op naam van Elizabeth Villiers. Deze toekenning werd in 1699 echter ingetrokken door het Engelse parlement.
Kort na de dood van koningin Maria in december 1694, brak Willem van Oranje met Elizabeth Villiers, vanwege, zo zegt men, een belofte die hij Maria op haar sterfbed had gedaan.
Op 25 november 1695 trad Elizabeth in het huwelijk met haar neef Lord George Hamilton, de vijfde zoon van de derde hertog van Hamilton. Hij werd reeds na een paar maanden door koning Willem III begiftigd met de titels Graaf van Orkney, Burggraaf van Kirkwall, en Baron Dechmont. Elizabeth, nu gravin van Orkney, diende de belangen van haar man met grote vakkundigheid. Het bleek een gelukkig huwelijk.
Lady Orkney behield een aanzienlijke sociale rol onder het Huis Hannover. Zij ontving zowel koning George I als koning George II op haar landgoed in Cliveden, Buckinghamshire.
Zij stierf in 1733 op 76-jarige leeftijd.

## Verdere informatie
- Rachel Weil, ‘Villiers [Hamilton], Elizabeth, gravin van Orkney (1657-1733)’, Oxford Dictionary of National Biography (Oxford University Press, 2004) - online beschikbaar voor abonnementhouders